# Musée de la RDA
Pour les articles homonymes, voir DDR.
Le musée de la RDA à Berlin (DDR-Museum Berlin) est un musée situé à Berlin-Mitte. La collection permanente se concentre principalement sur la vie quotidienne et la culture populaire dans l’ancienne Allemagne de l’Est. Le musée de la RDA se situe sur la promenade au bord du fleuve de la Sprée, en face de la cathédrale de Berlin et occupe le terrain de l’ancien Palace Hôtel. D’après une étude de l’Institut de recherche pour les musées et du cabinet du Sénat de Berlin, le musée de la RDA fait partie des musées et des monuments les plus visités de Berlin avec ses 504 564 visiteurs par an. 
Le musée est organisé autour de plus d’une trentaine de thèmes : frontières de la RDA, Berlin, transport, Mur, Stasi, consommation, produits de la RDA, alimentation, construction, habitation, vie en couple, famille, égalité, sphère privée, médias, littérature, éducation, enfance, jeunesse, travail, mode, culture, temps libre, musique, vacances, santé, armée, opposition, partis politiques, état, ministère de la défense, idéologie, états voisins, punitions, économie, environnement et autorité. 
À la différence d’autres musées, beaucoup d’objets de l’exposition permanente peuvent être manipulés et testés. On peut par exemple s'asseoir dans une Trabant, voiture typique de l’ancienne Allemagne de l’Est, ouvrir les placards du salon d’un appartement reproduit ou encore essayer des vêtements de l’époque à l’aide d’un miroir digital. 
Le musée utilise une phrase prononcée par un de ses visiteurs comme exemple de son succès : un des musées les plus intéressants de la terre. 

## Parties de l'exposition

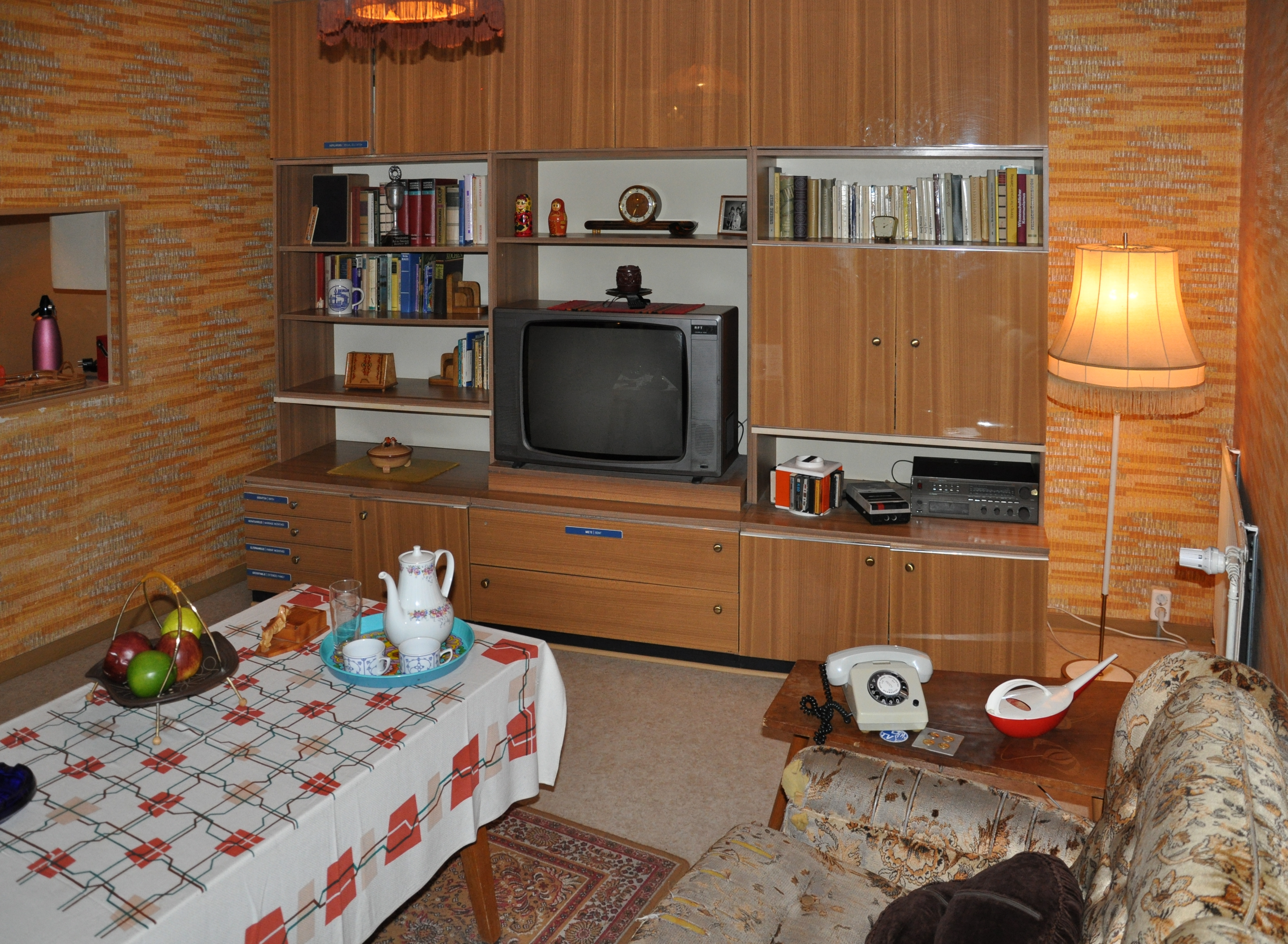
Reconstitution d'un salon de l'époque de la RDA.

- Reproduction d’un appartement WBS 70 avec 5 pièces
- cinéma
- cellule de prison
- salle de surveillance
- salle d'interrogatoire
- crèche

## Éléments de l'exposition
- Voiture « Trabant » avec simulation de conduite
- Ascenseur mouvementé
- Limousine Volvo 246 TE (voiture ministérielle officielle)
- Fresque Éloge du communisme de Ronald Paris
- Journal des pénuries alimentaires, livres d'école
- Carte 1 Megabit
- Presse à imprimer de la Umweltbibliothek

## Organisation du musée
De la caisse, les visiteurs sont invités à descendre quelques escaliers menant à une résidence d’appartements à une échelle de 1:20. Chaque tour d’appartement traite un sujet différent et utilise un grand nombre d’installations interactives comme des tiroirs, portes, fenêtres ou des outils multimédias. Derrière ces éléments se trouvent les objets et informations en question. À côté des appartements se situe la voiture « Trabant », un cinéma et une reproduction de l’intérieur d’un appartement WBS 70 de l’époque. La totalité de l’exposition permanente est organisé d’une façon interactive. En octobre 2010, un restaurant à thème s’est ouvert où les visiteurs pouvaient goûter la cuisine traditionnelle de la RDA. Celui-ci a dû fermer le 31 mars 2015 pour faire place à la nouvelle partie de l’exposition qui s’est ouverte en août 2016. Le journal des pénuries alimentaires, la limousine de fonction et la fresque de 9 mètres de long Éloge du communisme de Ronald Paris font partie des objets notables. 

## Histoire du musée
Le musée de la RDA a été fondé par l’ethnologue Peter Kenzelmann de Freiburg. D’après quelques reportages, il serait venu à Berlin dans le but de trouver un musée de la RDA, sans succès. Suivant cette expérience, le musée s’est ouvert quelque temps plus tard le 15 juillet 2006. Gordon Freiherr von Godin est directeur général depuis mai 2016 et Stefan Wolle assure la direction de l’institut de recherche. 
Le musée a fêté sa première année le 14 juillet 2007 et a annoncé avoir accueilli 180 000 visiteurs. Il a été nommé pour le prix du meilleur musée d’Europe de l’année en 2008 et en 2012. Le musée a été classé 44e des 100 attractions les plus populaires d’Allemagne en 2015 et est monté 36e en 2016, selon une étude de la centrale allemande pour le tourisme (DZT). 
Le 26 août 2008, le musée a accueilli son 500 000e visiteur et le 23 décembre 2009 son millionième. La deuxième partie de l’exposition s’est ouverte le 10 octobre 2010 et a permis l’introduction de nouveaux thèmes, encore une fois, accompagnés de nouvelles installations interactives. Le 14 septembre 2015, le musée a atteint les 4 millions de visiteurs. 
Le musée a fêté sa première décennie le 14 juillet 2016. En août de la même année, la troisième partie de l’exposition s’est ouverte : la reproduction de l’intérieur d’un appartement typique de la RDA. 

## Financement
Le musée de la RDA est un musée privé et donc ne reçoit pas d’aides gouvernementales. L’entreprise DDR Museum Berlin GmbH est dirigée par Gordon Freiherr von Godin et Quirin Graf Adelmann (mai 2016). 